# Smartplus

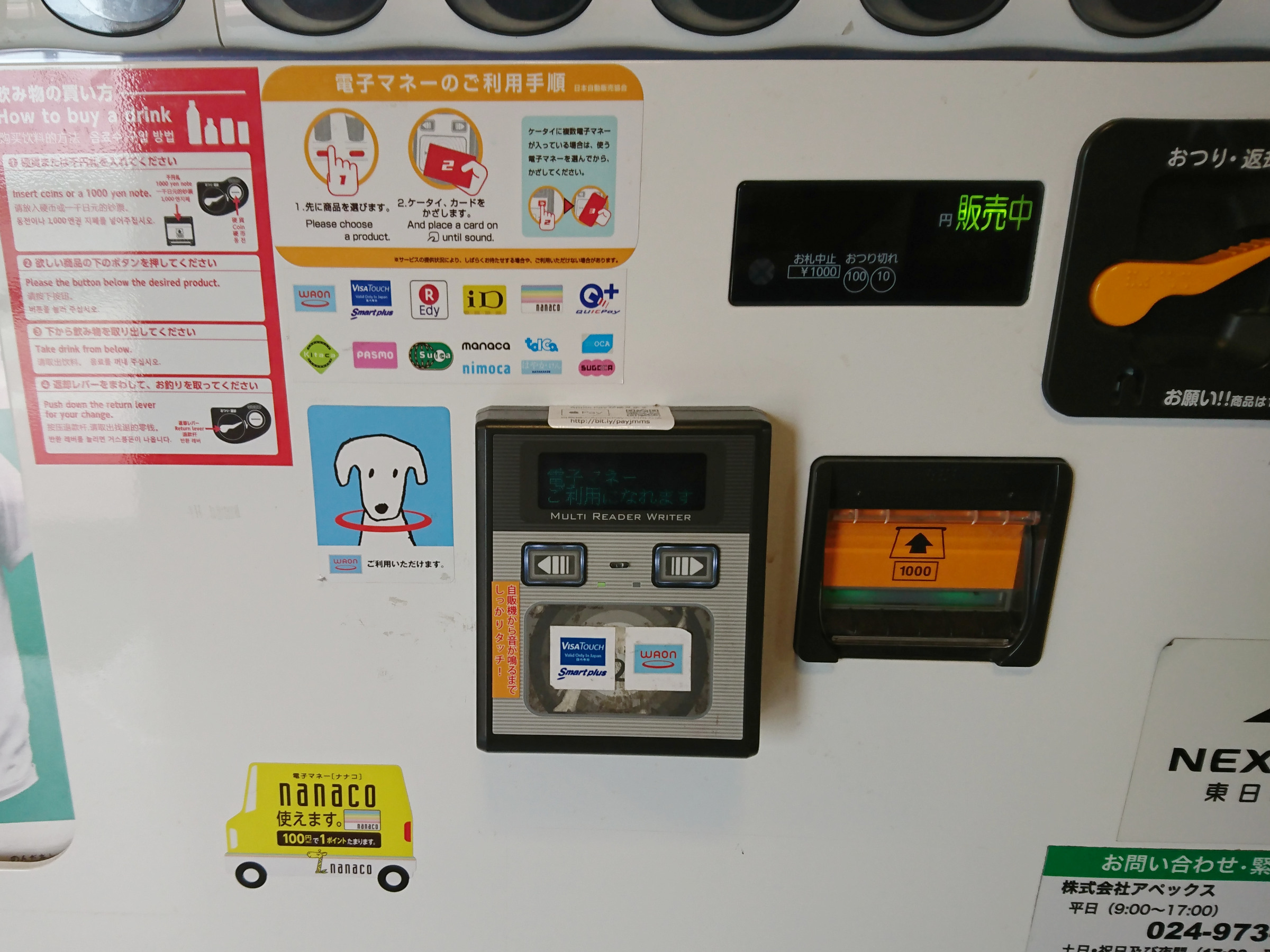
Visa TouchとSmartplusに対応した飲料自動販売機

Smartplus（スマートプラス）は、三菱UFJニコスが展開していた非接触型決済サービスである。

## 概要
日本信販が開発して2004年12月にサービスを開始した。POSレジと連携を当初から考慮し、店員は受領金額の入力が1回で済む。
2008年9月末時点のVisa Touch/Smartplus会員数は69万人で対応端末は4万9000台であった。
Visaが日本で提供していた「Visa Touch」は、Smartplusの技術を採用している。

## 利用方法
Smartplus機能を搭載した専用カードの「カード型」と、おサイフケータイ機能を搭載したSmartplusに対応している携帯電話を用いる「モバイル型」が利用可能である。モバイル型はセキュリティ重視モードの場合、決済毎にパスコード入力を要求する。

## サービス
クレジットカードと同様に、ショッピングとキャッシングのサービスが利用可能である。

### ショッピング
ICカード読み取り機に近接させて決済する。クレジットカードと異なり署名は求めないが、高額利用の場合には必要となる。決済の上限金額は999,000円で、30,000円までオフライン、3万円超はオンラインや通話でカード会社に信用照会する。

### キャッシング
三菱東京UFJ銀行の旧UFJ店一部に設置されているFelica対応表記があるLeadus製ATMで、紐付けされたクレジットカードのキャッシングサービスが利用可能である。

## 沿革
- 2004年
  - 12月 サービスを開始した。当初はATMのキャッシング利用に限定されていた。
- 2005年
  - 8月 ショッピング利用サービスを開始した。
- 2006年
  - 9月 Smartplusのシステムを用いたVisa touchがサービスを開始した。
- 2007年
  - 12月18日 ユニーとアピタの愛知県内19店舗、静岡県（アピタ藤枝店)、神奈川県（ユニー大口店）」、石川県（アピタ金沢店）で利用可能になる。
- 2008年
  - 1月21日 全国のサークルKサンクスで利用可能となる。
  - 3月21日 ユニー・アピタの中京エリア計49店舗で利用可能となる。
  - 4月10日 全国のユニー・アピタで利用可能となる。
- 2009年
  - 4月23日 全国のローソンで利用可能となる。
- 2013年
  - 11月30日 サークルKサンクスが取扱を終了する。
- 2014年
  - 6月30日 モバイル型サービスを終了[3]する。
- 2015年
  - 11月23日 ローソンがVisa Touch、Smartplus取扱を終了[4]する。
- 時期不明
  - カード型サービスをカード有効期限で終了[3]する。

## 主な加盟店

### 総合スーパーマーケット、専門スーパー
- マインマート
- Jマート全店舗
- プラスバリュー（甲西店・甲府和戸店）
- 関西スーパー

### ドラッグストア
- ドラッグストア セキ

### 自動車・輸送関連
- ENEOSセルフサービスステーションの一部
- エクソンモービルエクスプレスSSの一部
- 昭和シェル石油系列セルフサービスステーションの一部
- 東日本高速道路、中日本高速道路、西日本高速道路のサービスエリア、パーキングエリアの一部

### 旅行・娯楽
- バグースの一部店舗

## Smartplusに対応しているクレジットカード
下記の三菱UFJニコス（グループ会社を含む）のクレジットカードが対応している。
- MUFGカード - MasterCardに限る。
- UFJカード - MasterCardに限る[5]。三菱UFJニコスは、プロパーカードの一部を除いて新規募集を終了している[6]。
- NICOSカード - MasterCard又は国内専用に限る。三菱UFJニコスは、プロパーカードの一部を除き新規募集を終了している[6]。

## モバイル型対応携帯電話機種

### NTTdocomo

#### FOMA

##### 9シリーズ
- D905i。F905i、N905i、N905iBiz、N905iμ、P905i、SH905i、SO905i、SH905iTV
- SH904i、F904i、P904i、D904i、N904i
- P903iTV、D903iTV、SH903iTV、SO903iTV
- P903iX HIGH-SPEED、F903iX HIGH-SPEED
- SO903i、SH903i、F903i、P903i、D903i、N903i
- N902iX HIGH-SPEED
- D902iS、F902iS、N902iS、P902iS、SH902iS
- SO902i、F902i、N902i、P902i、SH902i、D902i、SH902iSL、SO902iWP+、N902iL
- D901iS、F901iS、N901iS、P901iS、SH901iS
- F901iC、N901iC、SH901iC、P901iTV
- F900iC

##### 7シリーズ
- F704i、P704i、SO704i、SH704i、D704i
- P703i、F703i、SH703i、SO703i、N703iD
- F702iD

#### mova
- SH506iC、SO506iC、P506iC、P506iC II

2007年4月15日に新規のアプリ提供は終了している。

### au
- WIN
  - W32S、W32H
  - W41S、W41H、W41CA
  - W42H
  - W43H、W43CA、W43S、W43K、W43H II
  - W44S
  - W47T
  - W51S、W51SA、W51K、W51H、W51CA、W51P
  - W52K(MEDIA SKIN)、W52T、W52CA、W52H、W52P、W52S、W52SA、W52SH
  - W53CA、W53SA、W53T
  - W54T、W54SA

### SoftBank
- Vodafone 3G
  - 703SHf
  - 804SH
  - 904T
  - 904SH、905SH
- SoftBank 3G
  - 814T、815T
  - 904T、911T、912T
  - 810SH、811SH、812SH、812SHs、813SH、814SH、815SH
  - 904SH、905SH、910SH、911SH、912SH、913SH

### Disney Mobile
- DM001SH、DM002SH